# Gustave Chatain
Gustave Chatain, né le 16 mai 1900 à Fontainebleau (Seine-et-Marne) et mort le 13 avril 1937  dans le 10e arrondissement de Paris est un enfant soldat français ayant servi lors de la Première Guerre mondiale sous le grade de caporal.

## Biographie

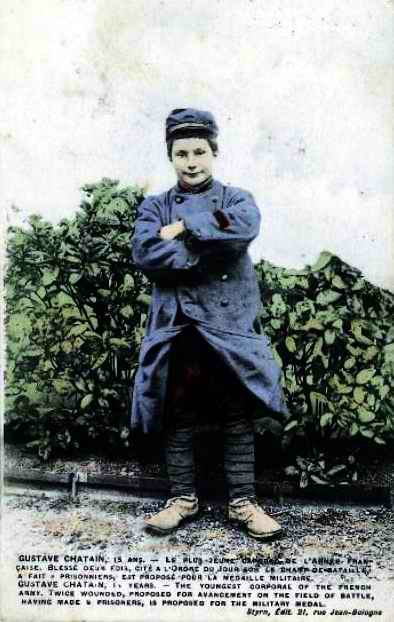
Gustave Chatain, 15 ans sur la photo.

Il naît à Fontainebleau en 1900 au sein d'une famille modeste. Son père, Jules Chatain, est journalier, et sa mère, Marie-Amélie Désangins, sans profession. Avant même le début de la guerre, en mai 1914, il fait parler de lui dans la presse : il est arrêté par la gendarmerie d'Yvetot après avoir fui la ferme où il était employé à Groslay dans l'espoir de s'embarquer au Havre. Sa famille habite alors à Pierrefitte-sur-Seine, ce qui est toujours le cas au moment où la mobilisation générale est déclarée.
La presse de l'époque explique qu'il s'est rendu à Senlis, dans l'Oise, après la mobilisation de son père. Là-bas, il se serait dissimulé au sein de troupes en partance pour le front qui l'ont ensuite « adopté ». La fiche matricule de son père, consultable aux vues numérisées 372 et 373, nous apprend toutefois que celui-ci n'a été mobilisé qu'en décembre 1914. Gustave Chatain a donc simplement fui le domicile familial pour combattre.
Il est blessé par balle à l'épaule droite le 16 septembre 1914 à Fontenoy puis promu soldat de première classe le 13 novembre. Il s'illustre particulièrement les 14 et 15 novembre de la même année au cours desquels il fait preuve, selon sa fiche matricule, de « la plus grande énergie et du plus grand courage ». Il capture deux soldats ennemis durant ces deux jours. Pour ces faits, il obtient la croix de guerre avec palme.
Il est nommé caporal le 23 novembre. Le 19 juin 1916, il est blessé par un éclat d'obus à la main droite près de Verdun. Il est renvoyé à ses parents le 22 février 1917, mais se réengage le 29 août de la même année. Ses nombreux problèmes de santé que sa fiche matricule détaille obligent toutefois l'armée à le réformer avec pension dès la fin d'année. Sur sa demande, son dossier est réévalué et il retourne au front le 24 juillet 1918 mais il est à nouveau réformé temporairement dès le 19 août. Cette réforme temporaire devient définitive en 1923. Entretemps, il se marie le 16 octobre 1920 à Villetaneuse.
Malgré sa réforme, le 29 octobre 1924 il s'engage dans la Légion étrangère pour cinq années de service. Pour ce faire, il prétend se nommer Charles Scheiblin, nom de jeune fille de sa femme, et être de nationalité anglaise. Il manœuvre ainsi au Maghreb jusqu'à l'été 1925. La supercherie est alors découverte et il doit quitter la Légion, étant considéré invalide à 55 % et donc inapte au service.
Il exerce ensuite la profession de peintre en bâtiment, comme l'atteste le recensement de 1936, et vit au 52 rue Volta avec sa femme jusqu'à son décès.
Il finit sa vie en tant que valet de chambre et décède le 13 avril 1937 à l'hôpital Lariboisière à Paris.
D'autres enfants soldats sont connus pendant la Première Guerre mondiale : Corentin-Jean Carré, Pol Woitelin, Émile Bigarré, Léonce Mallet...